# NASCAR Nationwide Series 2008

Das Logo der Nationwide Series

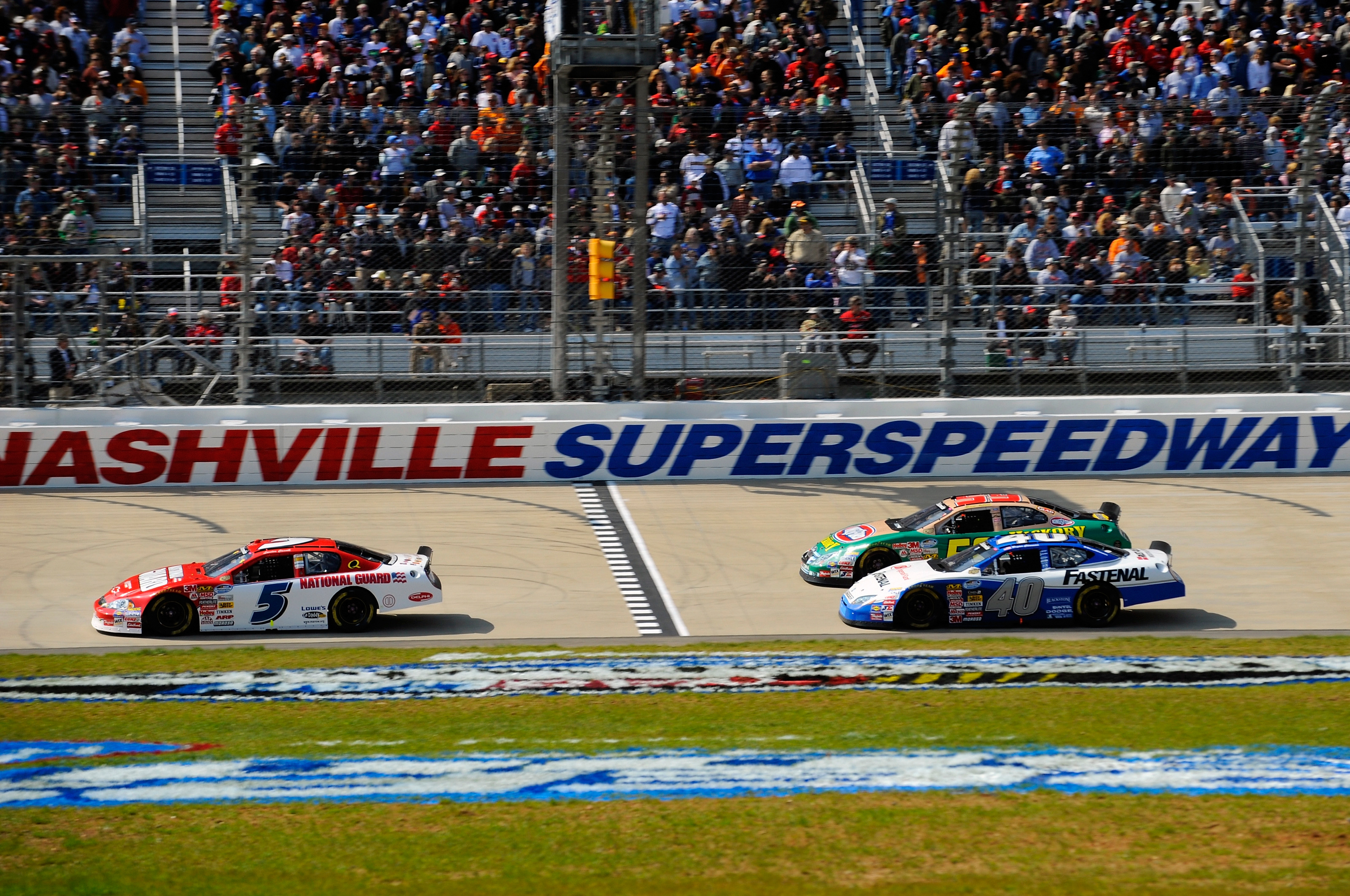
Das Rennen 2008 in Nashville

Die NASCAR-Nationwide-Series-Saison 2008 begann am 16. Februar 2008 mit dem Camping World 300 auf dem Daytona International Speedway und endete am 15. November 2008 mit dem Ford 300 auf dem Homestead-Miami Speedway. Clint Bowyer gewann die Meisterschaft vor Carl Edwards.

## Teilnehmer
Die Tabelle zeigt alle Teilnehmer der Saison 2008.
| Nummer | Fahrer | Sponsoren | Automarke | Team                         |
| ------ | --- | --- | --------- | ---------------------------- |
| 0      | Dwayne Leik/Mike Potter/Danny Efland/Kretus Davis                                                                  | Lori Morgan | Chevrolet | Davis Motorsports            |
| 00     | Michael McDowell                                                                                                   | Rimco | Toyota    | Michael Waltrip Racing       |
| 01     | Kertus Davis/Dwayne Leik                                                                                           | RaceGirl | Chevrolet | Davis Motorsports            |
| 1      | Johnny Sauter/Sterling Marlin/Mike Bliss                                                                           | Miccosukee Resort & Gaming | Chevrolet | Phoenix Racing               |
| 2      | Clint Bowyer | BB&T/Camping World | Chevrolet | Richard Childress Racing     |
| 4      | Robert Richardson/Landon Cassill (R)                                                                               | JVC/Phantom EFX/Miccosukee Resort & Gaming                                                                                             | Chevrolet | Jay Robinson Racing          |
| 5      | Landon Cassill (R)/Mark Martin/Dale Earnhardt, Jr./Jimmie Johnson/Adrián Fernández/Ron Fellows/Martin Truex junior | National Guard/GoDaddy.com/DELPHI/Lowe’s                                                                                               | Chevrolet | JR Motorsports               |
| 05     | Brett Rowe | 31W Installation | Chevrolet | Wade Day Enterprises         |
| 6      | David Ragan | AAA | Ford      | Roush Fenway Racing          |
| 7      | Mike Wallace | GEICO/Sports Clips | Toyota    | Germain Racing               |
| 8      | Martin Truex junior                                                                                                | Freightliner | Chevrolet | Dale Earnhardt Inc.          |
| 9      | Kasey Kahne/Elliott Sadler/Patrick Carpentier (R)/Chase Miller                                                     | Unilever Brands/Auto Value / Bumper to Bumper/Verizon Wireless/Motorola                                                                | Dodge     | Gillett Evernham Motorsports |
| 10     | Brian Vickers/Kyle Busch/Denny Hamlin                                                                              | ABF/Dollar General/Fan1st.com/Seymour Paint                                                                                            | Toyota    | Braun Racing                 |
| 11     | Jason Keller | Incredible Pizza Company | Chevrolet | CJM Racing                   |
| 12     | Sam Hornish junior/Kurt Busch/Ryan Newman                                                                          | Kodak/Alltel/Mobil One/Penske Truck Rental                                                                                             | Dodge     | Penske Racing                |
| 14     | David Gilliland/Eric Norris                                                                                        | Music City Illinois | Ford      | Richardson-Haas Motorsports  |
| 15     | Paul Menard/Martin Truex junior/Jeffrey Earnhardt                                                                  | Menards | Chevrolet | Dale Earnhardt Inc.          |
| 16     | Greg Biffle/Colin Braun/Jamie McMurray                                                                             | CitiFinancial/Dish Network/Scotch-Tape                                                                                                 | Ford      | Roush Fenway Racing          |
| 17     | Matt Kenseth/Erik Darnell/Jamie McMurray                                                                           | Ritz Crackers/Arby’s/Dish Network/CitiFinancial                                                                                        | Ford      | Roush Fenway Racing          |
| 18     | Kyle Busch/Denny Hamlin/Joey Logano (R)                                                                            | Interstate Batteries/Southern Farm Bureau Insurance                                                                                    | Toyota    | Joe Gibbs Racing             |
| 19     | Elliott Sadler/Kasey Kahne/Patrick Carpentier (R)                                                                  | TBA | Dodge     | Gillett Evernham Motorsports |
| 20     | Tony Stewart/Denny Hamlin/Kyle Busch/Joey Logano (R)                                                               | Armor All/Old Spice/Z-Line Designs | Toyota    | Joe Gibbs Racing             |
| 21     | Bobby Labonte/Stephen Leicht                                                                                       | Realtree/Racing Gearz/Prilosec OTC | Chevrolet | Richard Childress Racing     |
| 22     | Mike Bliss/Robby Gordon/Rubén Pardo/Johnny Sauter                                                                  | Supercuts/Family Dollar | Dodge     | Fitz Motorsports             |
| 24     | Eric McClure/Brian Simo                                                                                            | Hefty | Chevrolet | Front Row Motorsports        |
| 25     | Bobby Hamilton jr./Boris Said                                                                                      | Smithfield Foods/Eckrich Meats/Smithfield Foods/Eckrich Meats/John Morrell/Curlys BBQ/No Fear Energy Drink/Peanut Shop of Williamsburg | Ford      | Team Rensi Motorsports       |
| 26     | Jamie McMurray/Greg Biffle/Todd Kluever/Erik Darnell                                                               | Dish Network/Oreo/The Weather Channel/Aflac                                                                                            | Ford      | Roush Fenway Racing          |
| 27     | Brad Coleman | Kleenex/Kroger/Huggies | Ford      | Baker Curb Racing            |
| 28     | Kenny Wallace/Kirk Shelmerdine/Brian Keselowski                                                                    | Border Patrol/Phantom EFX | Chevrolet | Jay Robinson Racing          |
| 29     | Scott Wimmer/Jeff Burton                                                                                           | Holiday Inn / Express by Holiday Inn                                                                                                   | Chevrolet | Richard Childress Racing     |
| 30     | Stanton Barrett | NOS Energy Drink/Interush | Chevrolet | SKI Motorsports              |
| 32     | Denny Hamlin/Brian Vickers/Kyle Busch/James Buescher/Michael Jourdain                                              | Hass-Avocados/Dollar General | Toyota    | Braun Racing                 |
| 33     | Kevin Harvick/Cale Gale/Ron Hornaday                                                                               | Camping World/RoadLoans.com/Rheem | Chevrolet | Kevin Harvick Incorporated   |
| 37     | Brad Baker/Greg Biffle/Burney Lamar                                                                                | TBA | Ford      | Baker Curb Racing            |
| 38     | Jason Leffler | Great Clips | Toyota    | Braun Racing                 |
| 40     | Dario Franchitti (R)/Reed Sorenson/Bryan Clauson (R)                                                               | Fastenal/Energizer | Dodge     | Chip Ganassi Racing          |
| 41     | Bryan Clauson(R)/Kyle Krisiloff                                                                                    | Texaco/Havoline/Energizer/Imation/Memorex                                                                                              | Dodge     | Chip Ganassi Racing          |
| 47     | Kelly Bires | Clorox | Ford      | JTG Racing                   |
| 52     | Derrike Cope/Donnie Neuenberger                                                                                    | TBA | Ford      | Means Racing                 |
| 55     | Robby Gordon | Jim Beam/Verizon | Dodge     | Robby Gordon Motorsports     |
| 59     | Marcos Ambrose | Kingsford with Hickory | Ford      | JTG Racing                   |
| 60     | Carl Edwards | Scotts Miracle-Gro/Aflac/vitaminwater/Planters/Save A Lot                                                                              | Ford      | Roush Fenway Racing          |
| 61     | Kevin Lepage | TBA | Ford      | Specialty Racing             |
| 64     | David Stremme/Chase Austin (R)/Max Papis                                                                           | Atreus Homes & Communities | Chevrolet | Rusty Wallace, Inc.          |
| 66     | Steve Wallace | Atreus Homes & Communities/Jimmy John’s                                                                                                | Chevrolet | Rusty Wallace, Inc.          |
| 70     | Mark Green | Foretravel Motorcoach/BIOMET | Chevrolet | ML Motorsports               |
| 77     | Cale Gale | Veterans of Foreign Wars/Rheem | Chevrolet | Kevin Harvick Incorporated   |
| 81     | D. J. Kennington                                                                                                   | MC2 Energy Drink/Northern Provincial Pipelines/Mahindra Tractors/Vector Security                                                       | Dodge     | MacDonald Motorsports        |
| 83     | Dale Earnhardt Jr.                                                                                                 | NAVY | Chevrolet | JR Motorsports               |
| 84     | Mike Harmon | D. A. B. Constructors, Inc. | Chevy     | Elite 2 Motorsports          |
| 87     | Joe Nemechek | TBA | Chevrolet | NEMCO Motorsports            |
| 88     | Brad Keselowski | United States Navy | Chevrolet | JR Motorsports               |
| 89     | Morgan Shepherd | Racing With Jesus | Dodge     | Faith Motorsports            |
| 90     | Steve Grissom/Scott Lynch/Todd Bodine/Johnny Chapman/Chris Cook                                                    | MSRP Motorsports | Chevrolet | MSRP Motorsports             |
| 91     | Larry Gunselman | MSRP Motorsports | Chevrolet | MSRP Motorsports             |
| TBA    | Brian Keselowski                                                                                                   | TBA | Dodge     | Dusty Whitney                |
| 99     | David Reutimann | Aaron's/NAPA Auto Parts/XM Radio | Toyota    | Michael Waltrip Racing       |
| 109    | Kevin O’Connell | Gen'l Environmental Mgmt / Taleo Grill                                                                                                 | Chevrolet | TBC                          |
| 184    | Jose Luiz Ramirez                                                                                                  | The Perfect Game / Rayere | Dodge     | TBC                          |
| 186    | Antonio Perez | Telmex / Chivas Racing | Dodge     | TBC                          |
| 195    | Willie Allen | Wide Open Energy Drink | Dodge     | TBC                          |
| 198    | Alex Garcia | Dixien / OmniSource | Chevrolet | Transnet Racing              |
| 255    | Brad Teague | Bennett Classics Museum | Ford      | TBC                          |
| 283    | John Borneman III                                                                                                  | Bennett Classics Museum | Ford      | TBC                          |
| 331    | Kenny Hendrick | INTERUSH / GrandStay.net | Chevrolet | SKI Motorsports              |

(R) = Rookie (Anfänger)

## Rennen

### Rennkalender
| Datum              | Rennstrecke                           | Rennen                              |
| ------------------ | ------------------------------------- | ----------------------------------- |
| 16. Februar 2008   | Daytona International Speedway        | Camping World 300                   |
| 23. Februar 2008   | Auto Club Speedway                    | Stater Brothers 300                 |
| 1. März 2008       | Las Vegas Motor Speedway              | Sam’s Town 300                      |
| 8. März 2008       | Atlanta Motor Speedway                | Nicorette 300                       |
| 15. März 2008      | Bristol Motor Speedway                | Sharpie Mini 300                    |
| 22. März 2008      | Nashville Superspeedway               | Pepsi 300                           |
| 5. April 2008      | Texas Motor Speedway                  | O’Reilly 300                        |
| 11. April 2008     | Phoenix International Raceway         | Bashas’ Supermarkets 200            |
| 20. April 2008     | Autódromo Hermanos Rodríguez          | Corona México 200                   |
| 26. April 2008     | Talladega Superspeedway               | Aaron’s 312                         |
| 2. Mai 2008        | Richmond International Raceway        | Lipton Tea 250                      |
| 9. Mai 2008        | Darlington Raceway                    | Diamond Hill Plywood 200            |
| 24. Mai 2008       | Lowe’s Motor Speedway                 | Carquest Auto Parts 300             |
| 31. Mai 2008       | Dover International Speedway          | Heluva Good! 200                    |
| 7. Juni 2008       | Nashville Superspeedway               | Federated Auto Parts 300            |
| 14. Juni 2008      | Kentucky Speedway                     | Meijer 300                          |
| 21. Juni 2008      | Milwaukee Mile                        | Camping World RV Rental 250         |
| 28. Juni 2008      | New Hampshire Motor Speedway          | Camping World RV Sales 200          |
| 4. Juli 2008       | Daytona International Speedway        | Winn-Dixie 250                      |
| 11. Juli 2008      | Chicagoland Speedway                  | Dollar General 300                  |
| 19. Juli 2008      | Gateway International Raceway         | Missouri-Illinois Dodge Dealers 250 |
| 26. Juli 2008      | O’Reilly Raceway Park at Indianapolis | Kroger 200                          |
| 2. August 2008     | Circuit Gilles-Villeneuve             | NAPA Auto Parts 200                 |
| 9. August 2008     | Watkins Glen International            | Zippo 200                           |
| 16. August 2008    | Michigan International Speedway       | Carfax 250                          |
| 22. August 2008    | Bristol Motor Speedway                | Food City 250                       |
| 30. August 2008    | Auto Club Speedway                    | Camping World RV Service 300        |
| 5. September 2008  | Richmond International Raceway        | Emerson Radio 250                   |
| 20. September 2008 | Dover International Speedway          | Camping World RV Sales 200          |
| 27. September 2008 | Kansas Speedway                       | Kansas Lottery 300                  |
| 10. Oktober 2008   | Lowe’s Motor Speedway                 | Dollar General 300                  |
| 25. Oktober 2008   | Memphis Motorsports Park              | Kroger On Track For The Cure 250    |
| 1. November 2008   | Texas Motor Speedway                  | O’Reilly Challenge                  |
| 8. November 2008   | Phoenix International Raceway         | Hefty Odor Block 200                |
| 15. November 2008  | Homestead-Miami Speedway              | Ford 300                            |

### Camping World 300 presented by Chevrolet – Daytona Beach, Florida
Das erste Rennen der Saison fand am 17. Februar 2008 auf dem Daytona International Speedway in Daytona Beach, Florida statt.
| 1                                                                 | 20 | Tony Stewart        | Toyota    | Joe Gibbs Racing    |
| 2                                                                 | 18 | Kyle Busch          | Toyota    | Joe Gibbs Racing    |
| 3                                                                 | 5  | Dale Earnhardt, Jr. | Chevrolet | JR Motorsports      |
| 4                                                                 | 10 | Brian Vickers       | Toyota    | Braun Racing        |
| 5                                                                 | 17 | Matt Kenseth        | Ford      | Roush Fenway Racing |
| 6                                                                 | 41 | Bryan Clauson       | Dodge     | Chip Ganassi Racing |
| 7                                                                 | 16 | Greg Biffle         | Ford      | Roush Fenway Racing |
| 8                                                                 | 32 | Denny Hamlin        | Toyota    | Braun Racing        |
| 9                                                                 | 6  | David Ragan         | Ford      | Roush Fenway Racing |
| 10                                                                | 60 | Carl Edwards        | Ford      | Roush Fenway Racing |
| Durchschnittliche Renngeschwindigkeit: 154,154 mph (248,087 km/h) |    |                     |           |                     |
| Führungswechsel: 16 unter 8 Fahrern                               |    |                     |           |                     |

Startaufstellung:
01. Tony Stewart (Toyota)
02. Clint Bowyer (Chevrolet)
03. Jason Leffler (Toyota)
04. Dario Franchitti (Dodge)
05. Kyle Busch (Toyota)
06. Bryan Clauson (Dodge)
07. Bobby Labonte (Chevrolet)
08. Denny Hamlin (Toyota)
09. Kevin Harvick (Chevrolet)
10. Martin Truex junior (Chevrolet)
Fahrer, die sich nicht für das Rennen qualifizierten: #56-| Danny O’Quinn jr., #89-Morgan Shepherd, #91-Larry Gunselman, #36-Kenny Wallace, #61-Kevin Lepage, #87-Joe Nemechek, #52-Donnie Neuenberger, #05-Brett Rowe, #84-Mike Harmon

### Stater Brothers 300 – Fontana, Kalifornien
Das zweite Rennen der Saison fand am 25. Februar 2008 auf dem Auto Club Speedway in Fontana, Kalifornien statt.
| 1                                                                 | 20 | Tony Stewart        | Toyota    | Joe Gibbs Racing           |
| 2                                                                 | 18 | Kyle Busch          | Toyota    | Joe Gibbs Racing           |
| 3                                                                 | 33 | Kevin Harvick       | Chevrolet | Kevin Harvick Incorporated |
| 4                                                                 | 99 | David Reutimann     | Toyota    | Michael Waltrip Racing     |
| 5                                                                 | 60 | Carl Edwards        | Ford      | Roush Fenway Racing        |
| 6                                                                 | 17 | Jamie McMurray      | Ford      | Roush Fenway Racing        |
| 7                                                                 | 5  | Dale Earnhardt, Jr. | Chevrolet | JR Motorsports             |
| 8                                                                 | 29 | Jeff Burton         | Chevrolet | Richard Childress Racing   |
| 9                                                                 | 2  | Clint Bowyer        | Chevrolet | Richard Childress Racing   |
| 10                                                                | 21 | Stephen Leicht      | Chevrolet | Richard Childress Racing   |
| Durchschnittliche Renngeschwindigkeit: 141,769 mph (228,155 km/h) |    |                     |           |                            |
| Führungswechsel: 11 unter neun Fahrern                            |    |                     |           |                            |

### Sam’s Town 300 – Las Vegas, Nevada
Das dritte Rennen der Saison fand am 1. März 2008 auf dem Las Vegas Motor Speedway in Las Vegas, Nevada statt.
| 1                                                                 | 5  | Mark Martin          | Chevrolet | JR Motorsports               |
| 2                                                                 | 16 | Greg Biffle          | Ford      | Roush Fenway Racing          |
| 3                                                                 | 2  | Clint Bowyer         | Chevrolet | Richard Childress Racing     |
| 4                                                                 | 33 | Kevin Harvick        | Chevrolet | Kevin Harvick Incorporated   |
| 5                                                                 | 64 | David Stremme        | Dodge     | Rusty Wallace, Inc.          |
| 6                                                                 | 40 | Dario Franchitti (R) | Dodge     | Chip Ganassi Racing          |
| 7                                                                 | 7  | Mike Wallace         | Toyota    | Germain Racing               |
| 8                                                                 | 9  | Patrick Carpentier   | Dodge     | Gillett Evernham Motorsports |
| 9                                                                 | 27 | Brad Coleman         | Ford      | Baker Curb Racing            |
| 10                                                                | 6  | David Ragan          | Ford      | Roush Fenway Racing          |
| Durchschnittliche Renngeschwindigkeit: 108,118 mph (173,999 km/h) |    |                      |           |                              |
| Führungswechsel: 15 unter 11 Fahrern                              |    |                      |           |                              |

### Nicorette 300 – Atlanta, Georgia
Das vierte Rennen der Saison fand am 8. März 2008 auf dem Atlanta Motor Speedway in Atlanta, Georgia statt.
| 1                                                                 | 17 | Matt Kenseth    | Ford      | Roush Fenway Racing          |
| 2                                                                 | 33 | Kevin Harvick   | Chevrolet | Kevin Harvick Incorporated   |
| 3                                                                 | 29 | Jeff Burton     | Chevrolet | Richard Childress Racing     |
| 4                                                                 | 60 | Carl Edwards    | Ford      | Roush Fenway Racing          |
| 5                                                                 | 21 | Bobby Labonte   | Chevrolet | Richard Childress Racing     |
| 6                                                                 | 88 | Brad Keselowski | Chevrolet | JR Motorsports               |
| 7                                                                 | 22 | Mike Bliss      | Dodge     | Fitz Motorsports             |
| 8                                                                 | 38 | Jason Leffler   | Toyota    | Braun Racing                 |
| 9                                                                 | 9  | Kasey Kahne     | Dodge     | Gillett Evernham Motorsports |
| 10                                                                | 99 | David Reutimann | Toyota    | Michael Waltrip Racing       |
| Durchschnittliche Renngeschwindigkeit: 131,290 mph (211,291 km/h) |    |                 |           |                              |
| Führungswechsel: 22 unter 11 Fahrern                              |    |                 |           |                              |

### Sharpie Mini 300 – Bristol, Tennessee
Das fünfte Rennen der Saison fand am 15. März 2008 auf dem Bristol Motor Speedway in Bristol, Tennessee statt.
| 1                                                              | 2  | Clint Bowyer    | Chevrolet | Richard Childress Racing     |
| 2                                                              | 9  | Kasey Kahne     | Dodge     | Gillett Evernham Motorsports |
| 3                                                              | 99 | David Reutimann | Toyota    | Michael Waltrip Racing       |
| 4                                                              | 88 | Brad Keselowski | Chevrolet | JR Motorsports               |
| 5                                                              | 22 | Mike Bliss      | Dodge     | Fitz Motorsports             |
| 6                                                              | 38 | Jason Leffler   | Toyota    | Braun Racing                 |
| 7                                                              | 22 | Mike Bliss      | Dodge     | Germain Racing               |
| 8                                                              | 6  | David Ragan     | Ford      | Roush Fenway Racing          |
| 9                                                              | 64 | David Stremme   | Chevrolet | Rusty Wallace Racing         |
| 10                                                             | 7  | Mike Wallace    | Toyota    | Germain Racing               |
| Durchschnittliche Renngeschwindigkeit: 78,74 mph (126,72 km/h) |    |                 |           |                              |
| Führungswechsel: 6 unter 3 Fahrern                             |    |                 |           |                              |

### Pepsi 300 – Nashville, Tennessee
Das sechste Rennen der Saison fand am 22. März 2008 auf dem Nashville Superspeedway in Nashville, Tennessee statt.
| 1                                                                 | 29 | Scott Wimmer       | Chevrolet | Richard Childress Racing   |
| 2                                                                 | 2  | Clint Bowyer       | Chevrolet | Richard Childress Racing   |
| 3                                                                 | 60 | Carl Edwards       | Ford      | Roush Fenway Racing        |
| 4                                                                 | 88 | Brad Keselowski    | Chevrolet | JR Motorsports             |
| 5                                                                 | 47 | Kelly Bires        | Ford      | JTG Racing                 |
| 6                                                                 | 64 | David Stremme      | Chevrolet | Rusty Wallace Racing       |
| 7                                                                 | 32 | Denny Hamlin       | Toyota    | Braun Racing               |
| 8                                                                 | 33 | Cale Gale          | Chevrolet | Kevin Harvick Incorporated |
| 9                                                                 | 99 | David Reutimann    | Toyota    | Michael Waltrip Racing     |
| 10                                                                | 25 | Bobby Hamilton jr. | Ford      | Team Rensi Motorsports     |
| Durchschnittliche Renngeschwindigkeit: 134,095 mph (215,805 km/h) |    |                    |           |                            |
| Führungswechsel: 10 unter 4 Fahrern                               |    |                    |           |                            |

### O’Reilly 300 - Fort Worth, Texas
Das siebte Rennen der Saison fand am 5. April 2008 auf dem Texas Motor Speedway in Fort Worth, Texas statt.
| 1                                                                 | 18 | Kyle Busch          | Toyota    | Joe Gibbs Racing         |
| 2                                                                 | 29 | Jeff Burton         | Chevrolet | Richard Childress Racing |
| 3                                                                 | 2  | Clint Bowyer        | Chevrolet | Richard Childress Racing |
| 4                                                                 | 21 | Bobby Labonte       | Chevrolet | Richard Childress Racing |
| 5                                                                 | 16 | Jamie McMurray      | Ford      | Roush Fenway Racing      |
| 6                                                                 | 32 | Brian Vickers       | Toyota    | Braun Racing             |
| 7                                                                 | 5  | Dale Earnhardt, Jr. | Chevrolet | JR Motorsports           |
| 8                                                                 | 2  | David Ragan         | Ford      | Roush Fenway Racing      |
| 9                                                                 | 38 | Jason Leffler       | Toyota    | Braun Racing             |
| 10                                                                | 64 | Tony Stewart        | Chevrolet | Joe Gibbs Racing         |
| Durchschnittliche Renngeschwindigkeit: 151,707 mph (244,149 km/h) |    |                     |           |                          |
| Führungswechsel: 12 unter 8 Fahrern                               |    |                     |           |                          |

### Bashas’ Supermarkets 200 - Phoenix, Arizona
Das achte Rennen der Saison fand am 11. April 2008 auf dem Phoenix International Raceway in Phoenix, Arizona statt.
| 1                                                                | 18 | Kyle Busch      | Toyota    | Joe Gibbs Racing           |
| 2                                                                | 60 | Carl Edwards    | Ford      | Roush Fenway Racing        |
| 3                                                                | 20 | Denny Hamlin    | Toyota    | Joe Gibbs Racing           |
| 4                                                                | 33 | Kevin Harvick   | Chevrolet | Kevin Harvick Incorporated |
| 5                                                                | 6  | David Ragan     | Ford      | Roush Fenway Racing        |
| 6                                                                | 1  | Mike Bliss      | Chevrolet | Phoenix Racing             |
| 7                                                                | 21 | Stephen Leicht  | Chevrolet | Richard Childress Racing   |
| 8                                                                | 2  | Clint Bowyer    | Chevrolet | Richard Childress Racing   |
| 9                                                                | 9  | David Reutimann | Toyota    | Michael Waltrip Racing     |
| 10                                                               | 64 | David Stremme   | Chevrolet | Rusty Wallace Racing       |
| Durchschnittliche Renngeschwindigkeit: 98,764 mph (158,945 km/h) |    |                 |           |                            |
| Führungswechsel: 14 unter 5 Fahrern                              |    |                 |           |                            |

### Corona México 200 - Mexiko-Stadt, Mexiko
Das neunte Rennen der Saison fand am 20. April 2008 auf dem Autódromo Hermanos Rodríguez in Mexiko-Stadt, Mexiko statt.
| 1                                                                | 20 | Kyle Busch             | Toyota    | Joe Gibbs Racing             |
| 2                                                                | 59 | Marcos Ambrose         | Ford      | JTG Racing                   |
| 3                                                                | 40 | Scott Pruett           | Dodge     | Chip Ganassi Racing          |
| 4                                                                | 60 | Carl Edwards           | Ford      | Roush Fenway Racing          |
| 5                                                                | 9  | Patrick Carpentier (R) | Dodge     | Gillett Evernham Motorsports |
| 6                                                                | 2  | Clint Bowyer           | Chevrolet | Richard Childress Racing     |
| 7                                                                | 29 | Scott Wimmer           | Chevrolet | Richard Childress Racing     |
| 8                                                                | 88 | Brad Keselowski        | Chevrolet | JR Motorsports               |
| 9                                                                | 1  | Mike Bliss             | Chevrolet | Phoenix Racing               |
| 10                                                               | 66 | Steve Wallace          | Chevrolet | Rusty Wallace, Inc.          |
| Durchschnittliche Renngeschwindigkeit: 68,124 mph (109,635 km/h) |    |                        |           |                              |
| Führungswechsel: 10 unter 7 fahrern                              |    |                        |           |                              |

### Aaron’s 312 - Talladega, Alabama
Das zehnte Rennen der Saison fand am 26. April 2008 auf dem Talladega Superspeedway in Talladega, Alabama statt.
| 1                                                                 | 20 | Tony Stewart           | Toyota    | Joe Gibbs Racing             |
| 2                                                                 | 64 | David Stremme          | Chevrolet | Rusty Wallace, Inc.          |
| 3                                                                 | 25 | Bobby Hamilton jr.     | Ford      | Team Rensi Motorsports       |
| 4                                                                 | 38 | Jason Leffler          | Toyota    | Braun Racing                 |
| 5                                                                 | 70 | Mark Green             | Chevrolet | ML Motorsports               |
| 6                                                                 | 5  | Dale Earnhardt, Jr.    | Chevrolet | JR Motorsports               |
| 7                                                                 | 1  | Mike Bliss             | Chevrolet | Phoenix Racing               |
| 8                                                                 | 9  | Patrick Carpentier (R) | Dodge     | Gillett Evernham Motorsports |
| 9                                                                 | 29 | Scott Wimmer           | Chevrolet | Richard Childress Racing     |
| 10                                                                | 7  | Mike Wallace           | Toyota    | Braun Racing                 |
| Durchschnittliche Renngeschwindigkeit: 133,111 mph (214,221 km/h) |    |                        |           |                              |
| Führungswechsel: 15 unter 9 Fahrern                               |    |                        |           |                              |

### Lipton Tea 250 - Richmond, Virginia
Das elfte Rennen der Saison fand am 2. Mai 2008 auf dem Richmond International Raceway in Richmond, Virginia statt.
| 1                                                                | 20 | Denny Hamlin   | Toyota    | Joe Gibbs Racing           |
| 2                                                                | 33 | Kevin Harvick  | Chevrolet | Kevin Harvick Incorporated |
| 3                                                                | 32 | Kyle Busch     | Toyota    | Braun Racing               |
| 4                                                                | 6  | David Ragan    | Ford      | Roush Fenway Racing        |
| 5                                                                | 66 | Steven Wallace | Chevrolet | Rusty Wallace, Inc.        |
| 6                                                                | 64 | David Stremme  | Chevrolet | Rusty Wallace, Inc.        |
| 7                                                                | 60 | Carl Edwards   | Ford      | Roush Fenway Racing        |
| 8                                                                | 1  | Mike Bliss     | Chevrolet | Phoenix Racing             |
| 9                                                                | 2  | Clint Bowyer   | Chevrolet | Richard Childress Racing   |
| 10                                                               | 29 | Scott Wimmer   | Toyota    | Richard Childress Racing   |
| Durchschnittliche Renngeschwindigkeit: 96,238 mph (154,880 km/h) |    |                |           |                            |
| Führungswechsel: 3 unter 4 Fahrern                               |    |                |           |                            |

### Diamond Hill Plywood 200 - Darlington, South Carolina
Das zwölfte Rennen der Saison fand am 9. Mai 2008 auf dem Darlington Raceway in Darlington, South Carolina statt.
| 1                                                                | 20 | Tony Stewart    | Toyota    | Joe Gibbs Racing         |
| 2                                                                | 2  | Clint Bowyer    | Chevrolet | Richard Childress Racing |
| 3                                                                | 99 | David Reutimann | Toyota    | Michael Waltrip Racing   |
| 4                                                                | 03 | Todd Bodine     | Toyota    | Germain Racing           |
| 5                                                                | 66 | Steve Wallace   | Chevrolet | Rusty Wallace, Inc.      |
| 6                                                                | 64 | David Stremme   | Chevrolet | Rusty Wallace, Inc.      |
| 7                                                                | 11 | Jason Keller    | Chevrolet | CJM Racing               |
| 8                                                                | 1  | Mike Bliss      | Chevrolet | Phoenix Racing           |
| 9                                                                | 38 | Jason Leffler   | Toyota    | Braun Racing             |
| 10                                                               | 59 | Marcos Ambrose  | Ford      | JTG Racing               |
| Durchschnittliche Renngeschwindigkeit: 96,238 mph (154,880 km/h) |    |                 |           |                          |
| Führungswechsel: 3 unter 4 Fahrern                               |    |                 |           |                          |

### Carquest Auto Parts 300 - Concord, North Carolina
Das 13. Rennen der Saison fand am 24. Mai 2008 auf dem Lowe’s Motor Speedway in Concord, North Carolina statt.
| 1                                                                 | 32 | Kyle Busch          | Toyota    | Braun Racing             |
| 2                                                                 | 20 | Denny Hamlin        | Toyota    | Joe Gibbs Racing         |
| 3                                                                 | 88 | Brad Keselowski     | Chevrolet | JR Motorsports           |
| 4                                                                 | 83 | Dale Earnhardt, Jr. | Chevrolet | JR Motorsports           |
| 5                                                                 | 10 | Brian Vickers       | Toyota    | Braun Racing             |
| 6                                                                 | 2  | Clint Bowyer        | Chevrolet | Richard Childress Racing |
| 7                                                                 | 16 | Greg Biffle         | Ford      | Roush Fenway Racing      |
| 8                                                                 | 29 | Jeff Burton         | Chevrolet | Richard Childress Racing |
| 9                                                                 | 6  | David Ragan         | Ford      | Roush Fenway Racing      |
| 10                                                                | 5  | Jimmie Johnson      | Chevrolet | JR Motorsports           |
| Durchschnittliche Renngeschwindigkeit: 120,331 mph (193,654 km/h) |    |                     |           |                          |
| Führungswechsel: 18 unter 11 Fahrern                              |    |                     |           |                          |

### Heluva Good! 200 - Dover, Delaware
Das 14. Rennen der Saison fand am 31. Mai 2008 auf dem Dover International Speedway in Dover, Delaware statt.
| 1                                                                 | 20 | Denny Hamlin    | Toyota    | Joe Gibbs Racing             |
| 2                                                                 | 60 | Carl Edwards    | Ford      | Roush Fenway Racing          |
| 3                                                                 | 64 | David Stremme   | Chevrolet | Rusty Wallace, Inc.          |
| 4                                                                 | 99 | David Reutimann | Toyota    | Michael Waltrip Racing       |
| 5                                                                 | 16 | Greg Biffle     | Ford      | Roush Fenway Racing          |
| 6                                                                 | 2  | Joey Logano (R) | Toyota    | Joe Gibbs Racing             |
| 7                                                                 | 88 | Brad Keselowski | Chevrolet | JR Motorsports               |
| 8                                                                 | 7  | Mike Wallace    | Toyota    | Germain Racing               |
| 9                                                                 | 2  | Clint Bowyer    | Chevrolet | Richard Childress Racing     |
| 10                                                                | 9  | Kasey Kahne     | Dodge     | Gillett Evernham Motorsports |
| Durchschnittliche Renngeschwindigkeit: 112,395 mph (180,882 km/h) |    |                 |           |                              |
| Führungswechsel: 5 unter 3 Fahrern                                |    |                 |           |                              |

### Federated Auto Parts 300 - Lebanon, Tennessee
Das 15. Rennen der Saison fand am 7. Juni 2008 auf dem Nashville Superspeedway in Lebanon, Tennessee statt.
| 1                                                                 | 88 | Brad Keselowski | Chevrolet | JR Motorsports           |
| 2                                                                 | 64 | David Stremme   | Chevrolet | Rusty Wallace, Inc.      |
| 3                                                                 | 99 | David Reutimann | Toyota    | Michael Waltrip Racing   |
| 4                                                                 | 2  | Clint Bowyer    | Chevrolet | Richard Childress Racing |
| 5                                                                 | 6  | David Ragan     | Ford      | Roush Fenway Racing      |
| 6                                                                 | 2  | Mike Wallace    | Toyota    | Braun Racing             |
| 7                                                                 | 29 | Scott Wimmer    | Chevrolet | Richard Childress Racing |
| 8                                                                 | 47 | Kelly Bires     | Ford      | JTG Racing               |
| 9                                                                 | 5  | Landon Cassill  | Chevrolet | JR Motorsports           |
| 10                                                                | 16 | Greg Biffle     | Ford      | Roush Fenway Racing      |
| Durchschnittliche Renngeschwindigkeit: 117,643 mph (189,328 km/h) |    |                 |           |                          |
| Führungswechsel: 10 unter 8 Fahrern                               |    |                 |           |                          |

### Meijer 300 - Sparta, Kentucky
Das 16. Rennen der Saison fand am 14. Juni 2008 auf dem Kentucky Speedway in Sparta, Kentucky statt.
| 1                                                                 | 20 | Joey Logano (R)   | Toyota    | Joe Gibbs Racing         |
| 2                                                                 | 29 | Scott Wimmer      | Chevrolet | Richard Childress Racing |
| 3                                                                 | 7  | Mike Wallace      | Toyota    | Braun Racing             |
| 4                                                                 | 88 | Brad Keselowski   | Chevrolet | JR Motorsports           |
| 5                                                                 | 40 | Bryan Clauson (R) | Dodge     | Chip Ganassi Racing      |
| 6                                                                 | 59 | Marcos Ambrose    | Ford      | JTG Racing               |
| 7                                                                 | 6  | David Ragan       | Ford      | Roush Fenway Racing      |
| 8                                                                 | 1  | Mike Bliss        | Chevrolet | Phoenix Racing           |
| 9                                                                 | 2  | Clint Bowyer      | Chevrolet | Richard Childress Racing |
| 10                                                                | 11 | Jason Keller      | Chevrolet | CJM Racing               |
| Durchschnittliche Renngeschwindigkeit: 135,508 mph (218,079 km/h) |    |                   |           |                          |
| Führungswechsel: 14 unter 8 Fahrern                               |    |                   |           |                          |

### Camping World RV Rental 250 - West Allis, Wisconsin
Das 17. Rennen der Saison fand am 21. Juni 2008 auf der Milwaukee Mile in West Allis, Wisconsin statt.
| 1                                                                | 60 | Carl Edwards    | Ford      | Roush Fenway Racing      |
| 2                                                                | 20 | Joey Logano (R) | Toyota    | Joe Gibbs Racing         |
| 3                                                                | 7  | Clint Bowyer    | Chevrolet | Braun Racing             |
| 4                                                                | 6  | David Ragan     | Ford      | Roush Fenway Racing      |
| 5                                                                | 99 | David Reutimann | Toyota    | Michael Waltrip Racing   |
| 6                                                                | 29 | Scott Wimmer    | Chevrolet | Richard Childress Racing |
| 7                                                                | 1  | Mike Bliss      | Chevrolet | Phoenix Racing           |
| 8                                                                | 88 | Brad Keselowski | Chevrolet | JR Motorsports           |
| 9                                                                | 11 | Jason Keller    | Chevrolet | CJM Racing               |
| 10                                                               | 38 | Jason Leffler   | Toyota    | Braun Racing             |
| Durchschnittliche Renngeschwindigkeit: 91,678 mph (147,541 km/h) |    |                 |           |                          |
| Führungswechsel: 12 unter 9 Fahrern                              |    |                 |           |                          |

### Camping World RV Sales 200 - Loudon, New Hampshire
Das 18. Rennen der Saison fand am 28. Juni 2008 auf dem New Hampshire International Speedway in Loudon, New Hampshire statt.
| 1                                                                 | 20 | Tony Stewart    | Toyota    | Joe Gibbs Racing           |
| 2                                                                 | 32 | Denny Hamlin    | Toyota    | Braun Racing               |
| 3                                                                 | 18 | Kyle Busch      | Toyota    | Joe Gibbs Racing           |
| 4                                                                 | 6  | Kevin Harvick   | Chevrolet | Kevin Harvick Incorporated |
| 5                                                                 | 60 | Carl Edwards    | Ford      | Roush Fenway Racing        |
| 6                                                                 | 6  | David Ragan     | Ford      | Roush Fenway Racing        |
| 7                                                                 | 99 | David Reutimann | Toyota    | Michael Waltrip Racing     |
| 8                                                                 | 1  | Mike Bliss      | Chevrolet | Phoenix Racing             |
| 9                                                                 | 2  | Clint Bowyer    | Chevrolet | Richard Childress Racing   |
| 10                                                                | 88 | Brad Keselowski | Chevrolet | JR Motorsports             |
| Durchschnittliche Renngeschwindigkeit: 109,025 mph (175,459 km/h) |    |                 |           |                            |
| Führungswechsel: 11 unter 5 Fahrern                               |    |                 |           |                            |

### Winn-Dixie 250 - Daytona Beach, Florida
Das 19. Rennen der Saison fand am 4. Juli 2008 auf dem Daytona International Speedway in Daytona Beach, Florida statt.
| 1                                                                 | 20 | Denny Hamlin        | Toyota    | Joe Gibbs Racing             |
| 2                                                                 | 18 | Kyle Busch          | Toyota    | Joe Gibbs Racing             |
| 3                                                                 | 5  | Dale Earnhardt, Jr. | Chevrolet | JR Motorsports               |
| 4                                                                 | 2  | Clint Bowyer        | Chevrolet | Richard Childress Racing     |
| 5                                                                 | 88 | Brad Keselowski     | Chevrolet | JR Motorsports               |
| 6                                                                 | 9  | Kasey Kahne         | Dodge     | Gillett Evernham Motorsports |
| 7                                                                 | 29 | Scott Wimmer        | Chevrolet | Richard Childress Racing     |
| 8                                                                 | 64 | David Stremme       | Chevrolet | Rusty Wallace, Inc.          |
| 9                                                                 | 6  | David Ragan         | Ford      | Roush Fenway Racing          |
| 10                                                                | 1  | Mike Bliss          | Chevrolet | Phoenix Racing               |
| Durchschnittliche Renngeschwindigkeit: 155,761 mph (250,673 km/h) |    |                     |           |                              |
| Führungswechsel: 17 unter 10 Fahrern                              |    |                     |           |                              |

### Dollar General 300 - Joliet, Illinois
Das 20. Rennen der Saison fand am 11. Juli 2008 auf dem Chicagoland Speedway in Joliet, Illinois statt.
| 1                                      | 18 | Kyle Busch      | Toyota    | Joe Gibbs Racing         |
| 2                                      | 32 | Denny Hamlin    | Toyota    | Braun Racing             |
| 3                                      | 5  | Brad Keselowski | Chevrolet | JR Motorsports           |
| 4                                      | 10 | Brian Vickers   | Toyota    | Braun Racing             |
| 5                                      | 99 | David Reutimann | Toyota    | Michael Waltrip Racing   |
| 6                                      | 16 | Greg Biffle     | Ford      | Roush Fenway Racing      |
| 7                                      | 2  | Clint Bowyer    | Chevrolet | Richard Childress Racing |
| 8                                      | 26 | Jeff Burton     | Chevrolet | Richard Childress Racing |
| 9                                      | 20 | Tony Stewart    | Toyota    | Joe Gibbs Racing         |
| 10                                     | 5  | Landon Cassill  | Chevrolet | JR Motorsports           |
| Durchschnittliche Renngeschwindigkeit: |    |                 |           |                          |
| Führungswechsel: 10 unter 6 Fahrern    |    |                 |           |                          |

### Missouri-Illinois Dodge Dealers 250 - Madison, Illinois
Das 21. Rennen der Saison fand am 20. Juli 2008 auf dem Gateway International Raceway in Madison, Illinois statt.
| 1                                                  | 60 | Carl Edwards    | Ford      | Roush Fenway Racing      |
| 2                                                  | 20 | Joey Logano     | Toyota    | Joe Gibbs Racing         |
| 3                                                  | 11 | Jason Keller    | Chevrolet | CJM Racing               |
| 4                                                  | 10 | Jason Leffler   | Toyota    | Braun Racing             |
| 5                                                  | 88 | Brad Keselowski | Chevrolet | JR Motorsports           |
| 6                                                  | 5  | Landon Cassill  | Chevrolet | JR Motorsports           |
| 7                                                  | 32 | James Buescher  | Toyota    | Braun Racing             |
| 8                                                  | 2  | Clint Bowyer    | Chevrolet | Richard Childress Racing |
| 9                                                  | 64 | David Stremme   | Chevrolet | Rusty Wallace Inc.       |
| 10                                                 | 6  | David Ragan     | Ford      | Roush Fenway Racing      |
| Durchschnittliche Renngeschwindigkeit: 108,095 mph |    |                 |           |                          |
| Führungswechsel: 12 unter 9 Fahrern                |    |                 |           |                          |

### Kroger 200 - Clermont, Indiana
Das 22. Rennen der Saison fand am 26. Juli 2008 auf dem O’Reilly Raceway Park at Indianapolis in Clermont, Indiana statt.
| 1                                                 | 18 | Kyle Busch        | Toyota    | Joe Gibbs Racing           |
| 2                                                 | 16 | Colin Braun       | Ford      | Roush Fenway Racing        |
| 3                                                 | 1  | Mike Bliss        | Chevrolet | Phoenix Racing             |
| 4                                                 | 29 | Scott Wimmer      | Chevrolet | Richard Childress Racing   |
| 5                                                 | 22 | Josh Wise         | Dodge     | Fitz Motorsports           |
| 6                                                 | 33 | Cale Gale(R)      | Chevrolet | Kevin Harvick Incorporated |
| 7                                                 | 5  | Landon Cassill(R) | Chevrolet | JR Motorsports             |
| 8                                                 | 20 | Joey Logano       | Toyota    | Joe Gibbs Racing           |
| 9                                                 | 6  | David Ragan       | Ford      | Roush Fenway Racing        |
| 10                                                | 66 | Steve Wallace     | Chevrolet | Rusty Wallace Inc.         |
| Durchschnittliche Renngeschwindigkeit: 80.522 mph |    |                   |           |                            |
| Führungswechsel: 4 unter 3 Fahrern                |    |                   |           |                            |

### NAPA Auto Parts 200 - Montreal, Kanada
Das 23. Rennen der Saison fand am 2. August 2008 auf dem Circuit Gilles-Villeneuve in Montreal, Kanada statt. Es war das zweite Rennen der Nationwide Series in Kanada und das erste unter Regen ausgetragene Rennen.

### Zippo 200 - Watkins Glen, New York
Das 24. Rennen der Saison fand am 9. August 2008 auf Watkins Glen International in Watkins Glen, New York statt.

### Carfax 250 - Brooklyn, Michigan
Das 25. Rennen der Saison findet am 16. August 2008 auf dem Michigan International Speedway in Brooklyn, Michigan statt.

### Food City 250 - Bristol, Tennessee
Das 26. Rennen der Saison findet am 22. August 2008 auf dem Bristol Motor Speedway in Bristol, Tennessee statt.

### Camping World RV Service 300 - Fontana, Kalifornien
Das 27. Rennen der Saison fand am 30. August 2008 auf dem California Speedway in Fontana, Kalifornien statt.

### Emerson Radio 250 - Richmond, Virginia
Das 28. Rennen der Saison fand am 5. September 2008 auf dem Richmond International Raceway in Richmond, Virginia statt.

### Camping World RV Sales 200 - Dover, Delaware
Das 29. Rennen der Saison fand am 20. September 2008 auf dem Dover International Speedway in Dover, Delaware statt.
| 1                                                                 | 18 | Kyle Busch      | Toyota    | Joe Gibbs Racing         |
| 2                                                                 | 1  | Mike Bliss      | Chevrolet | Phoenix Racing           |
| 3                                                                 | 88 | Brad Keselowski | Chevrolet | JR Motorsports           |
| 4                                                                 | 29 | Scott Wimmer    | Chevrolet | Richard Childress Racing |
| 5                                                                 | 60 | Carl Edwards    | Ford      | Roush Fenway Racing      |
| 6                                                                 | 32 | Denny Hamlin    | Toyota    | Braun Racing             |
| 7                                                                 | 38 | Jason Leffler   | Toyota    | Braun Racing             |
| 8                                                                 | 17 | Jamie McMurray  | Ford      | Roush Fenway Racing      |
| 9                                                                 | 6  | David Ragan     | Ford      | Roush Fenway Racing      |
| 10                                                                | 2  | Clint Bowyer    | Chevrolet | Richard Childress Racing |
| Durchschnittliche Renngeschwindigkeit: 107,084 mph (172,335 km/h) |    |                 |           |                          |
| Führungswechsel: 5 unter 4 Fahrern                                |    |                 |           |                          |

### Kansas Lottery 300 - Kansas City, Kansas
Das 30. Rennen der Saison fand am 27. September 2008 auf dem Kansas Speedway in Kansas City, Kansas statt.
| 1                                                                 | 18 | Denny Hamlin    | Toyota    | Joe Gibbs Racing             |
| 2                                                                 | 2  | Clint Bowyer    | Chevrolet | Richard Childress Racing     |
| 3                                                                 | 6  | David Ragan     | Ford      | Roush Fenway Racing          |
| 4                                                                 | 60 | Carl Edwards    | Ford      | Roush Fenway Racing          |
| 5                                                                 | 17 | Matt Kenseth    | Ford      | Roush Fenway Racing          |
| 6                                                                 | 88 | Brad Keselowski | Chevrolet | JR Motorsports               |
| 7                                                                 | 9  | Kasey Kahne     | Dodge     | Gillett Evernham Motorsports |
| 8                                                                 | 38 | Jason Leffler   | Toyota    | Braun Racing                 |
| 9                                                                 | 20 | Joey Logano     | Toyota    | Joe Gibbs Racing             |
| 10                                                                | 47 | Kelly Bires     | Ford      | JTG Racing                   |
| Durchschnittliche Renngeschwindigkeit: 122,296 mph (196,816 km/h) |    |                 |           |                              |
| Führungswechsel: 10 unter 8 Fahrern                               |    |                 |           |                              |

### Dollar General 300 - Concord, North Carolina
Das 31. Rennen der Saison fand am 10. Oktober 2008 auf dem Lowe’s Motor Speedway in Concord, North Carolina statt.
| 1                                                                 | 18 | Kyle Busch      | Toyota    | Joe Gibbs Racing           |
| 2                                                                 | 29 | Jeff Burton     | Chevrolet | Richard Childress Racing   |
| 3                                                                 | 32 | David Ragan     | Toyota    | Braun Racing               |
| 4                                                                 | 2  | Clint Bowyer    | Chevrolet | Richard Childress Racing   |
| 5                                                                 | 60 | Carl Edwards    | Ford      | Roush Fenway Racing        |
| 6                                                                 | 33 | Kevin Harvick   | Chevrolet | Kevin Harvick Incorporated |
| 7                                                                 | 47 | Kelly Bires     | Ford      | JTG Racing                 |
| 8                                                                 | 88 | Brad Keselowski | Chevrolet | JR Motorsports             |
| 9                                                                 | 17 | Jamie McMurray  | Ford      | Roush Fenway Racing        |
| 10                                                                | 7  | Mike Wallace    | Toyota    | Germain Racing             |
| Durchschnittliche Renngeschwindigkeit: 103,647 mph (166,804 km/h) |    |                 |           |                            |
| Führungswechsel: 12 unter 7 Fahrern                               |    |                 |           |                            |

### Kroger On Track For The Cure 250 - Memphis, Tennessee
Das 32. Rennen der Saison fand am 25. Oktober 2008 im Memphis Motorsports Park in Memphis, Tennessee statt.
| 1                                                                | 60 | Carl Edwards    | Ford      | Roush Fenway Racing          |
| 2                                                                | 99 | David Reutimann | Toyota    | Michael Waltrip Racing       |
| 3                                                                | 28 | Kenny Wallace   | Chevrolet | Jay Robinson Racing          |
| 4                                                                | 21 | Austin Dillon   | Chevrolet | Richard Childress Racing     |
| 5                                                                | 20 | Joey Logano     | Toyota    | Joe Gibbs Racing             |
| 6                                                                | 9  | Chase Miller    | Dodge     | Gillett Evernham Motorsports |
| 7                                                                | 1  | Mike Bliss      | Chevrolet | Phoenix Racing               |
| 8                                                                | 6  | David Ragan     | Ford      | Roush Fenway Racing          |
| 9                                                                | 66 | Steve Wallace   | Chevrolet | Rusty Wallace, Inc.          |
| 10                                                               | 64 | David Stremme   | Chevrolet | Rusty Wallace, Inc.          |
| Durchschnittliche Renngeschwindigkeit: 88,783 mph (142,882 km/h) |    |                 |           |                              |
| Führungswechsel: 2 unter 3 Fahrern                               |    |                 |           |                              |

### O’Reilly Challenge - Fort Worth, Texas
Das 33. Rennen der Saison, die O’Reilly Challenge, fand am 1. November 2008 auf dem Texas Motor Speedway in Fort Worth, Texas statt.
| 1                                                             | 18 | Kyle Busch      | Toyota    | Joe Gibbs Racing         |
| 2                                                             | 60 | Carl Edwards    | Ford      | Roush Fenway Racing      |
| 3                                                             | 5  | Mark Martin     | Chevrolet | JR Motorsports           |
| 4                                                             | 20 | Joey Logano     | Toyota    | Joe Gibbs Racing         |
| 5                                                             | 6  | David Ragan     | Ford      | Roush Fenway Racing      |
| 6                                                             | 2  | Clint Bowyer    | Chevrolet | Richard Childress Racing |
| 7                                                             | 88 | Brad Keselowski | Chevrolet | JR Motorsports           |
| 8                                                             | 99 | David Reutimann | Toyota    | Michael Waltrip Racing   |
| 9                                                             | 59 | Marcos Ambrose  | Ford      | JTG Racing               |
| 10                                                            | 64 | David Stremme   | Chevrolet | Rusty Wallace, Inc.      |
| Durchschnittliche Renngeschwindigkeit: 140,9 mph (226,8 km/h) |    |                 |           |                          |
| Führungswechsel 10 unter 4 Fahrern                            |    |                 |           |                          |